# نیلز اندرسن (ورزشکار)
نیلز اندرسن (انگلیسی: Niels Andersen; ۱۴ مهٔ ۱۸۶۷ – ۹ اکتبر ۱۹۳۰) ورزشکار ورزش تیراندازی اهل دانمارک بود.
وی در مسابقات کشوری و بین‌المللی در مجموع برندهٔ ۱ مدال برنز شده‌است.